# Compartimento di Grosseto
Il compartimento di Grosseto fu una suddivisione amministrativa del Granducato di Toscana. Confinava a nord est con il compartimento di Siena, a sud est con lo Stato Pontificio, a sud ovest con il Mar Tirreno, a nord ovest con il compartimento di Pisa.
Derivato dalla provincia senese inferiore, una delle due parti in cui era stato diviso (18 marzo 1766) il preesistente Stato Nuovo di Siena, il compartimento di Grosseto nacque il 1º novembre 1825 e sopravvisse fino all'Unità d'Italia. Il suo territorio coincide integralmente con quello della provincia italiana di Grosseto.
Fu inizialmente composto da un commissariato regio (Grosseto), nove vicariati (Scansano, Massa maremmana, Pitigliano, Orbetello, Arcidosso, Castiglione della Pescaia, Manciano) e da sedici podesterie.

## Territorio e popolazione

### Dati demografici
Il compartimento grossetano contava 74.795 abitanti (1849), di cui 3.172 nel capoluogo.

### Suddivisione amministrativa
| Compartimento | Distretto | Comunità |
| ------------- | --------- | --- |
| Grosseto      | Arcidosso | Arcidosso, Castel del Piano, Cinigiano, Santa Fiora, Roccalbegna                                                                      |
| Grosseto      | Grosseto  | Castiglione della Pescaia, Campagnatico, Grosseto, Magliano, Roccastrada, Scansano, Massa Marittima, Gavorrano (Giuncarico), Montieri |
| Grosseto      | Orbetello | Giglio, Manciano, Monte Argentario (Porto Santo Stefano), Orbetello, Pitigliano, Sorano                                               |